# Radio Felicidad
Radio Felicidad es una emisora de radio peruana de formato oldies propiedad del Grupo RPP, cuya programación se basa en baladas en español e inglés de las décadas de 1960 al 2000, nueva ola y música criolla. Su competencia es Radio La Inolvidable de CRP Radios.
Su estación principal es FM, la cual transmite en la frecuencia 88.9 MHz del área metropolitana de Lima.

## Historia
Radio Felicidad fue lanzado el 8 de junio del 2006 en reemplazo de Ke Buena 88.9 como una emisora de música del recuerdo en español de las décadas de 1950 a 1980, con géneros musicales como baladas, boleros, nueva ola, matanceras, rancheras, pasillos y música criolla.
En 2007, las señales FM y AM dejan de transmitir en simultáneo para que la señal AM tenga su propia señal con programación de música Matancera, nueva ola, boleros, dejando de transmitir esos géneros en la FM. Por otro lado, la radio obtuvo el premio Effie Plata por su campaña publicitaria.
En el año 2011 la emisora dejó de emitir de forma regular boleros, pasillos y temas musicales de la década de 1960 para consolidar su librería musical con éxitos de las décadas de 1970 a 1990 en español, mientras que las canciones de la década de 1960 pasaron a solo ser emitidas durante las madrugadas entre las 4 y 6 AM. Solo en 2012 se emitió un bloque especial al género bolero.
Entre 2012 y 2014, la radio emitía también algunas baladas en inglés de las décadas de 1970 y 1980, además de matanceras y tropicales en el programa De toque a toque.
En 2015, el programa Su majestad el bolero se traslada a su señal alterna en AM.
En enero de 2020, la estación lanza Viva el sábado, en alusión a un programa antiguo de Panamericana Televisión, cuyo bloque se basa en la emisión de salsa, merengue, matanceras, cumbia, rock, pop, etc, de las décadas de 1970 a inicios de los 2000. Este bloque fue cancelado el 7 de marzo del mismo año por baja audiencia. Sin embargo, meses después regresó al aire.
En el año 2022, los boleros regresan a la radio con el programa Boleros de ayer, hoy y siempre, los días domingos de 10AM a 12PM.
Desde 2023, varias de sus repetidoras a nivel nacional fueron reemplazadas por Radio MegaMix, Radio La Zona y Radio Oxígeno.
El 8 de enero de 2024, Radio Felicidad renueva su logo, eslogan e ingresa locutores nuevos como Rous Valdez y Fernando Díaz. También, el programa dominical 'Los Clásicos de Felicidad' fue removido. Sin embargo, tal programa sería re-implementado el 18 de febrero del 2024, de igual manera regresa "De toque a toque" todos los sábados. En junio de 2024, la emisora agrega más canciones de baladas de la década de 1990 al 2000, debido a que su emisora hermana Radio Corazón, cambió de programación el 10 de junio del mismo año, a programación para el público juvenil y milenial (latin pop, latin urban, baladas, bachatas, k-pop, reggaetón, electro, pop rock, pop en español e inglés) dejando de ser una radio romántica.
Para Enero 2025 se reemplazo de toque a toque de los sabados en la noche el 12 de Enero por La disco en Radio Felicidad con el Discjockey local Dj Fresh con casi el mismo genero del programa anterior solo mezclado por bloques. En junio de 2025, la emisora empezó a emitir dentro de su programación baladas en inglés en un bloque llamado "Una lenta en Radio Felicidad".

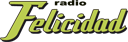
Tercer logotipo de Radio Felicidad (2013-2019).

### Radio Felicidad AM
Radio Felicidad 900 AM fue una emisora que emitía música del recuerdo de las décadas de 1940 a 1980 con géneros musicales como boleros, nueva ola, baladas, matanceras, rancheras, pasillos, música tropical, algunos instrumentales y música criolla. Su director fue Leo Ramírez-Lazo.
Comenzó a transmitir desde 2007 tras dejar de retransmitir la programación de la estación principal de la radio en FM. Comenzó sus transmisiones inicialmente bajo el nombre de Radio Felicidad 900 AM.
El 15 de febrero de 2021 después de 14 años en el aire, la emisora cierra sus transmisiones por AM y unos días después cesa sus emisiones por internet. Desde entonces, la frecuencia 900 kHz retransmite en vivo la señal de Radio Felicidad 88.9 FM.

## Frecuencias

### FM
- Áncash – Chimbote – 89.1 FM

- Arequipa - 103.5 FM

- Cajamarca - 106.3 FM

- Cusco - 97.7 FM

- Lambayeque - Chiclayo – 95.7 FM

- La Libertad - Trujillo – 90.3 FM

- Ica - 102.7 FM

- Lima - 88.9 FM

- Loreto - Iquitos - 105.9 FM

- Piura - 102.5 FM

- Ucayali - Pucallpa – 102.5 FM

### AM
- Arequipa - 1030 AM

- Cusco - 700 AM

- Junín - Huancayo – 830 AM

- Lima -  900 AM

- Piura - 1550 AM

### Anteriores
- Amazonas – Bagua – 97.7 FM (fue reemplazada por Radio MegaMix del Grupo RPP) 2017 - 2025

- Áncash – Huaraz - 96.1 FM (anteriormente fue reemplazada por Radio Capital, actualmente fue reemplazada por Radio La Zona del Grupo RPP) 2006-2012

- Ayacucho - 98.3 FM (fue reemplazada por Radio MegaMix del Grupo RPP) 2017 - 2023

- Arequipa - 90.3 FM / 1140 AM (anteriormente fue reemplazada por Radio Oxígeno, Radio Corazón en FM y Radio Oxígeno Classics en AM, actualmente fue reemplazada por Radio MegaMix en FM y AM del Grupo RPP) 2006-2011 en FM y 2017-2020 en AM

- Arequipa – Camaná – 102.9 FM (fue reemplazada por Radio La Zona del Grupo RPP) 2018-2023

- Apurimac – Andahuaylas – 97.7 FM (fue reemplazada por Radio Oxígeno del Grupo RPP) 2017-2020

- Apurimac – Andahuaylas – 102.7 FM (fue reemplazada por Radio La Zona del Grupo RPP) 2020-2023

- Cajamarca – Jaén – 103.7 FM (anteriormente fue reemplazada por Radio Corazón, actualmente fue reemplazada por Radio La Zona del Grupo RPP) 2010-2017

- Cajamarca – Bambamarca – 99.1 FM (fue reemplazada por Radio MegaMix del Grupo RPP) 2017-2023

- Cajamarca – Celendin – 99.7 FM (fue reemplazada por Radio La Zona del Grupo RPP) 2017-2023

- Cajamarca – Chota – 100.9 FM (fue reemplazada por Radio La Zona del Grupo RPP) 2018-2020

- Cusco - 89.3 FM (fue reemplazada por Radio Oxígeno del Grupo RPP) 2006-2011

- Cusco – Urubamba – 106.1 FM (fue reemplazada por Radio La Zona del Grupo RPP) 2011-2023

- Huancavelica - 97.9 FM (fue reemplazada por Radio La Zona del Grupo RPP) 2018-2020

- Huánuco - 98.5 FM (fue reemplazada por Radio La Kalle del Corporación Universal) 2006-2012

- Huánuco - 104.5 FM (fue reemplazada por Radio MegaMix del Grupo RPP) 2020-2023

- Huánuco - Tingo María – 104.5 FM (fue reemplazada por Radio La Zona del Grupo RPP) 2011-2017

- Huacho - 92.7 FM (anteriormente reemplazada por Radio Corazón, actualmente por Radio La Zona del Grupo RPP) 2011 - 2014

- Ica – Nasca – 91.9 FM (fue reemplazada por Radio La Zona del Grupo RPP) 2011-2023

- Junín - Tarma – 92.5 FM (fue reemplazada por Radio La Zona del Grupo RPP) 2011-2018

- Junín – La Merced – 89.7 FM (fue reemplazada por Radio La Zona del Grupo RPP) 2011-2011

- Junín – La Merced – 98.3 FM (fue reemplazada por Radio MegaMix del Grupo RPP) 2017-2023

- Junín – La Oroya – 105.3 FM (fue reemplazada por Radio MegaMix del Grupo RPP) 2017-2023

- Junín – Huancayo -  101.9 FM (fue reemplazadaa por Studio 92 del Grupo RPP) 2006-2011

- Junín – Huancayo – 96.7 FM (fue reemplazada por Sonorama radio local) 2011-2018

- Loreto - Iquitos - 89.5 FM (anteriormente fue reemplazada por Radio Corazón, actualmente fue reemplazada por Radio MegaMix del Grupo RPP) 2006-2017

- La Libertad - Trujillo – 97.5 FM (fue reemplazada por Studio 92 del Grupo RPP) 2006-2011

- Lima - 1470 AM (anteriormente fue reemplazada por Radio Oxígeno Classics, actualmente fue reemplazada por Radio MegaMix del Grupo RPP) 2020-2022

- Lima – Cieneguilla – 100.7 FM (anteriormente fue reemplazada por Radio La Mega, actualmente fue reemplazada por Radio La Zona del Grupo RPP) 2017-2020

- Lima - Huacho – 92.7 FM (anteriormente fue reemplazada por Radio Corazón, actualmente fue reemplazada por Radio La Zona del Grupo RPP) 2011-2017

- Moquegua - 102.9 FM (Anteriormente fue remplazada por Z Rock & Pop del Corporación Universal, Radio La Kalle del Corporación Universal, y una radio pirata folklorica, cumbiera y salsera sin nombre, actualmente fue remplazada por radio victoria de arequipa (local) ) 2006 - 2011

- Moquegua - Ilo - 104.1 FM (fue reemplazada por Radio Oxígeno del Grupo RPP) 2018-2023

- Pasco - Cerro de Pasco – 90.3 FM (fue reemplazada por Radio La Zona del Grupo RPP) 2011-2017

- Piura - Sullana – 102.1 FM (anteriormente fue reemplazada por Radio Capital, actualmente fue reemplazada por Radio La Zona del Grupo RPP) 2006-2012

- Piura - Talara – 92.1 FM (fue reemplazada por Radio La Zona del Grupo RPP) 2011-2018

- Puno - Juliaca – 103.3 FM (actualmente esta frecuencia esta licencia vencida sin señal) 2006-2020

- Piura - 96.1 FM (fue reemplazada por Radio Oxígeno del Grupo RPP) 2006-2011

- San Martín - Tarapoto – 91.1 FM  (anteriormente fue reemplazada por Radio Corazón, actualmente fue reemplazada por Radio Bethel del Movimiento Misionero Mundial) 2015-2017

- Tacna - 88.9 FM (fue reemplazada por Radio La Zona del Grupo RPP) 2011-2017

- Ucayali - Pucallpa – 89.7 FM (anteriormente fue reemplazada por Radio Corazón y Radio MegaMix, actualmente fue reemplazada por Radio Oxígeno del Grupo RPP) 2006-2017